# Infetti Ground
Infetti Ground – to wielofunkcyjny stadion w Birkirkarze. Jest obecnie używany głównie dla meczów piłki nożnej i jest częścią St. Aloysius Complex. Swoje mecze rozgrywa na nim drużyna piłkarska Birkirkara FC. Stadion może pomieścić 2 500 widzów.